# Девдас (фильм, 2006)
«Девдас» (англ. Devadasu, телугу దేవదాసు) — индийский фильм на языке телугу, вышедший в прокат 11 января 2006 года. Главные роли исполнили Рам и Илеана де Круз, причём для обоих фильм стал дебютной работой.
«Девдас» имел коммерческий успех и принёс исполнителям главных ролей Filmfare Awards South за лучший дебют. В 2011 году фильм был переснят на бенгальском языке под названием Paglu. В 2018 год по мотивам фильма также была снята хинди-язычная кинолента Loveyatri.

## Сюжет
Бханумати, отец которой является сенатором в Нью-Йорке, под впечатлением от рассказов своей бабушки решает поехать учиться в Индию. Там она поступает в престижный колледж, рядом с которым находится другой, где учатся выходцы из низших слоёв населения. Между двумя колледжами не прекращается вражда, а их лидеры регулярно выясняют кто круче в гонках на мотоциклах. 
Судьба сводит Бхану с Девдасом, учащимся в соседнем колледже и победившим в последних гонках, и двое молодых людей постепенно влюбляются.
Однако, узнав об этом, отец забирает девушку в Америку, где планирует срочно выдать её замуж. Тогда Девдас решает поехать за ними и похитить свою возлюбленную.

## В ролях
- Рам — Девдас
- Илеана де Круз — Бханумати, она же Бхану
- Саяджи Шинде[англ.] — Каттамраджу Лакшминараяна, отец Бханумати
- Рама Прабха[англ.] — Чандралекха, бабушка Бханумати
- Бхаргави[англ.] — подруга Девдаса
- Вену Мадхав — друг Девдаса
- М. С. Нараяна — Бангараджу, слуга в доме Бхану
- Шрия Саран — играет саму себя
- Чакри — играет самого себя
- ЯВС Чоудри[англ.] — играет самого себя
- Амит Кумар — Лаки, жених Бхану

## Производство
Режиссёр Чоудри сначала хотел снять в главной роли известное лицо, но после того, как два популярных актёра ему отказали, решил взять новичка. Идея пригласить на роль Рама пришла, когда он увидел фотографии мальчика на компьютере его дяди, продюсера Сараванти Равикишора. Будущему герою фильма на тот момент было 16 лет.
Илеана подписала контракт на съёмки в «Девдасе» после того, как отменили съёмки фильма режиссёра Теджи, на прослушивание к которому она прилетела в Хайдарабад. Чоудри взял её на роль несмотря на то, что она не знала языка, не умела играть на камеру и танцевать. Перед началом съёмок девушка записалась на актёрские курсы, чтобы узнать хоть немного теории.

## Музыка
Вся музыка написана Чакри.
| №                   | Название            | Исполнители         | Длительность |
| ------------------- | ------------------- | ------------------- | ------------ |
| 1.                  | «Bangaram»          | Чакри, Ревати       | 5:18         |
| 2.                  | «Kshaminchu»        | Каушалья            | 5:17         |
| 3.                  | «Nuvvante Istham»   | Чакри               | 5:54         |
| 4.                  | «Adige Adagaleka»   | Картик, Суджата     | 5:17         |
| 5.                  | «Kurrallu»          | Малати              | 4:44         |
| 6.                  | «Thelusa»           | Ревати, Черри       | 1:28         |
| 7.                  | «Oka Nestham»       | Картик, Тина Камал  | 4:38         |
| 8.                  | «Hey Babu»          | Анушка Манчанда     | 4:53         |
| 9.                  | «Gundelni Pindedhi» | Чакри, Висва        | 4:11         |
| 10.                 | «Idigidigo»         | Симха, Венугопал    | 2:16         |
| 11.                 | «Mayadari Chinnodu» | Виджая Лакшми       | 5:09         |
| Общая длительность: | Общая длительность: | Общая длительность: | 49:05        |

## Критика
В отзыве на Idlebrain.com основным положительным моментом фильма был назван яркий видеоряд музыкальных номеров, другими плюсами — игра ведущей пары и богатство оформления. С другой стороны фильм сочли чересчур длинным и не продуманным в первой половине.
IndiaGlitz заключил, что усилия Чоудри преподнести банальную историю через остроумный сценарий не пропали даром.
Приянка Пулла с сайта fullhyd.com назвала фильм «смешным, милым, веселым и оптимистичным», добавив, что его стоит посмотреть, чтобы расслабиться в выходной день.

## Награды
- Filmfare Awards South за лучший мужской дебют — Рам[7]
- Filmfare Awards South за лучший женский дебют — Илеана[7]